# Đồng thuận Washington
Đồng thuận Washington là cụm từ xuất hiện từ đầu thập niên 1990 để mô tả một chương trình cải cách kinh tế bao gồm mười chính sách khác nhau được các tổ chức đóng trụ sở tại Washington (Mỹ) như IMF, Ngân hàng Thế giới, Bộ Tài chính Mỹ đề nghị áp dụng ở những nước trải qua khủng hoảng kinh tế.
Mười chính sách cải cách kinh tế bao gồm:
- Kỷ luật trong thực thi chính sách tài chính;
- Chuyển hướng chi tiêu công cộng sang đầu tư cho giáo dục, y tế và cơ sở hạ tầng;
- Cải cách hệ thống thuế - Kéo giãn đường cong thuế: Giảm thuế suất đối với các nhóm thuế cao theo tỷ lệ (điển hình là thuế đánh vào mức thu nhập trên trung bình), tăng thuế suất đối với các nhóm thuế thấp theo tỷ lệ (điển hình là thuế đánh vào mức thu nhập dưới trung bình); giảm thuế suất biên;
- Để thị trường quy định lãi suất, song giữ sao cho lãi suất thực tế dương và ở mức thấp;
- Chế độ tỷ giá hối đoái cạnh tranh;
- Tự do hóa thương mại: thay thế các hạn chế định lượng bằng các loại thuế quan thống nhất và ở mức thấp;
- Mở cửa cho đầu tư trực tiếp nước ngoài;
- Tư nhân hóa các doanh nghiệp nhà nước;
- Giải điều tiết: loại bỏ các quy chế ngăn cản xâm nhập thị trường và ngăn cản cạnh tranh, ngoại trừ những quy định chính đáng liên quan đến an toàn, môi trường và bảo vệ người tiêu dùng; giám sát cẩn thận các thể chế tài chính;
- Củng cố khung pháp lý đảm bảo quyền sở hữu.

Sau này, ý nghĩa của thuật ngữ trên đã được mở rộng hơn và phạm vi áp dụng cũng rộng hơn. Nó được dùng để chỉ tất cả những chính sách mà các nhà kinh tế chủ nghĩa tự do mới cổ vũ áp dụng ở nhiều nơi trên thế giới nhằm cái mà họ cho là thúc đẩy tăng trưởng kinh tế. Cụ thể, "Đồng thuận Washington" đề xuất hàng loạt chính sách cải cách kinh tế theo định hướng thị trường tự do để cho các nền kinh tế sẽ trở nên tự do hơn giống như các nền kinh tế ở Thế giới thứ nhất mà Mỹ là đại biểu.
Nhiều nước trên thế giới đã áp dụng "Đồng thuận Washington". Một số nước đã thu được những kết quả tích cực, và một số thì không. Cũng có nhiều nước được đề nghị áp dụng "Đồng thuận Washington", nhưng đã từ chối.